# 斯特凡诺·利皮
斯特凡诺·利皮（義大利語：Stefano Lippi，1981年1月23日—），意大利男子田径运动员。他曾代表意大利参加2004年和2008年夏季残疾人奥林匹克运动会田径比赛，其中2004年夏季残奥会获得一枚银牌。